# Jetfly Aviation
Jetfly Aviation ist eine Chartergesellschaft für Geschäftsreiseflugverkehr mit Sitz in Leudelingen, Luxemburg und Basis am Flughafen Luxemburg, Luxemburg. Die Gesellschaft bietet neben Charterflügen auch  Flugzeugmanagement, Wartung und fractional ownership (Miteigentum an Flugzeugen) an. Die Gesellschaft übernahm im Jahr 2019 Fly 7 Executive Aviation. Im selben Jahr wurde das Wartungsunternehmen  Jetfly Technik gegründet. Eine weitere Niederlassung besteht mit der Jetfly (Suisse) Sarl in Meyrin in der Schweiz.

## Flotte

### Aktuelle Flotte
Die Flotte besteht mit Stand  Juni 2023 aus 60 Flugzeugen:
| Flugzeugtyp   | aktiv | bestellt | Anmerkungen | Sitzplätze |
| ------------- | ----- | -------- | ----------- | ---------- |
| Pilatus PC-12 | 48    |          |             | 6–8        |
| Pilatus PC-24 | 12    |          |             | 6–8        |
| Gesamt        | 60    |          |             |            |

Jetfly besitzt die größte Flotte von Pilatus-Flugzeugen in Europa.

### Ehemalige Flugzeugtypen
- Cessna Citation
- Piaggio Avanti P180
- Socata TBM 700